# أنشارتد 3: خداع دريك
 أنشارتد 3: دريكز ديسبشن (بالإنجليزية: Uncharted 3: Drake's Deception) هي لعبة من نوع أكشن-مغامرات ، تخطي العوائق، تصويب منظور الشخص الثالث وهي الجزء الثالث من سلسلة أنشارتد. صدرت في نوفمبر 2011 وهي متوفرة على بلاي ستيشن 3 وبلاي ستيشن 4. اللعبة من تطوير نوتي دوغ ونشر شركة سوني كمبيوتر إنترتينمنت.

## القصة
معظم أجزاء القصة تدور في الربع الخالي. يتواجد دريك وسولي في الربع الخالي للبحث عن مدينة إرم ذات العماد. تأخذك القصة من الرمال إلى الأدغال وحتى شوارع لندن. سيكون عليك تتبع قصة لورنس العرب وبحثه عن مدينة إرم ذات العماد. العدو الرئيسي لدريك في اللعبة هي كاثرين مارلوي وهي جزء من نظام سري يعود إلى الملكة إليزابيث الأولى.

## الشخصيات
- نايثن دريك: صائد كنوز وبطل القصة.
- فيكتور سوليفان: صديق نايثن.
- كلوي فريزر: مساعدة نايثن.
- تشارلي كاتر.
- مارلو: عدوة نايثن.
- تالبوت: أحد رجال مارلو وعدو لنايثن.
- رمسيس: قرصان.
- إيلينا فيشر.
- سليم: أحد شيوخ البدو.[1]

## أجزاء القصة
| - 1. جولة أخرى - 2. حجم البدايات الصغيرة - 3. أعمال في الخدمة - 4. المطاردة - 5. مترو أنفاق لندن - 6. القصر - 7. إبق في الضوء - 8. القلعة - 9. بين إثنين - 10. بحوث تاريخية - 11. ما هو في الأعلى مثل ما هو في الأدنى | - 12. الاختطاف - 13. البحر الهائج - 14. البحث عن المتاعب - 15. الغرق أو السباحة - 16. طلقة واحدة - 17. مسافر خلسة - 18. الربع الخالي - 19. المخيم - 20. القافلة - 21. أتلانتيس من الرمال - 22. أولئك الذين يحلمون بالنهار - خاتمة |

## أسلوب اللعب
يتحكم اللاعب بالشخصية الرئيسية «نايثن دريك» والذي لديه عدد كبير من الحركات المختلفة التي تمكنه من التفاعل مع محيطه. دريك ماهر جسديا وقادر على القفز والعدو والتسلق والسباحة، والتعلق بالحواف الضيقة. كما سيتعرض لمجموعة من العوامل البيئية مثل التعرض للعواصف الرملية أو السيول أو أن يعلق في مكان تنهمر فيه المياه.

## وصلات خارجية
- أنشارتد 3: خداع دريك على موقع IMDb (الإنجليزية)

- مقابلة باللغة العربية مع مطور انتشارتد 3 عن قصة اللعبة على يوتيوب
- لقاء باللغة العربية مع فريق إنتاج اللعبة على يوتيوب
- عرض اللعبة في معرض إي3 مترجم على يوتيوب